# Bayt Baws

Bayt Baws est un village du Yémen situé dans le gouvernorat de Sanaa. Situé au sommet d'un plateau, on y trouve un ancien château devenu une attraction touristique.
Une ancienne synagogue existe sur le site, vestige de l'autrefois importante communauté juive du Yémen. À partir de 1948, la majorité des Juifs quittent Bayt Baws lors de l'Opération Tapis volant pour se rendre en Israël .
Depuis les années 1990, le village est quasiment abandonné par ses habitants qui se rapprochent de plus en plus des villes.